# 明启
明启（1010年—1022年）是大理国皇帝段素廉的年号，共计13年。
年號名稱，雲南文獻皆作段素廉改元「明启」，而胡蔚《南诏野史》作改元“启明”，李兆洛《纪元编》称一作“启明”，一作“启明天圣”。
李家瑞认为，凤仪国师府《董氏石刻家谱》称“明启帝”，应以此为准，而“天圣”只是赞美之词。根据2008年1月出土的《杨温员墓碑》銘文可知，年号是“明启”。
部份雲南文獻載有大理國皇帝段素廉的第二個年號「乾興」，李家瑞認為是同時期的宋真宗紀元誤作段素廉的紀元。
起訖年，方詩銘、李家瑞、李崇智、段玉明、王雲、黃德榮皆作1010年－1022年。

## 年號及改元出處
- 倪輅《南詔野史》：「宋真宗祥符二年（1009）立，改元明啟，又改乾興。在位〔十〕四年卒。」
- 胡蔚《增訂南詔野史》：「宋真宗己酉祥符二年（1009）即位。明年（1010），改元啟明。真宗壬戌乾興元年（1022），素廉卒，在位十三年。」
- 王崧《雲南備徵志》：「宋大中祥符二年（1009）即位，改元明啟，又改乾興。辛酉（1021）薨，在位十三年。」
- 諸葛元聲《滇史》：「段氏七世素廉，以宋真宗祥符二年己酉歲（1009）立，改元啟明。……壬戌年（1022），素廉卒，在位十四年。」
- 李京《雲南志略》：「子素廉立。改元明啟。在位十三年。」
- 楊慎《滇載記》：「素廉以宋真宗祥符二年（1009）立，改元二，曰明啟、乾興。」
- 馮蘇《滇考》：「素廉嗣，改元啟明。……乾興元年（1022），素廉卒，在位十四年。」
- 《白古通記淺述》：「子景廉立。」
- 《楊溫員墓碑》：「明啟二年二月十二日身死。」[9]

## 纪年對照表
| 明启 | 元年   | 二年   | 三年   | 四年   | 五年   | 六年   | 七年   | 八年   | 九年   | 十年   |
| ---- | ------ | ------ | ------ | ------ | ------ | ------ | ------ | ------ | ------ | ------ |
| 公元 | 1010年 | 1011年 | 1012年 | 1013年 | 1014年 | 1015年 | 1016年 | 1017年 | 1018年 | 1019年 |
| 干支 | 庚戌   | 辛亥   | 壬子   | 癸丑   | 甲寅   | 乙卯   | 丙辰   | 丁巳   | 戊午   | 己未   |
| 明启 | 十一年 | 十二年 | 十三年 |        |        |        |        |        |        |        |
| 公元 | 1020年 | 1021年 | 1022年 |        |        |        |        |        |        |        |
| 干支 | 庚申   | 辛酉   | 壬戌   |        |        |        |        |        |        |        |

## 同期存在的其他政权年号
- - 大中祥符（1008年－1016年）：北宋－宋真宗趙恒之年號
  - 天禧（1017年－1021年）：北宋－宋真宗趙恒之年號
  - 乾興（1022年）：北宋－宋真宗趙恒、宋仁宗趙禎之年號
  - 統和（983年－1012年）：契丹－遼聖宗耶律隆绪之年號
  - 開泰（1012年－1021年）：契丹－遼聖宗耶律隆绪之年號
  - 太平（1021年－1031年）：契丹－遼聖宗耶律隆绪之年號
- 越南
  - 景瑞（1008年－1010年）：前黎朝－黎龍鋌之年號
  - 順天（1010年－1028年）：李朝－李公蘊之年號
- 日本
  - 寬弘（1004年－1013年）：一條天皇與三條天皇之年號
  - 長和（1013年－1017年）：三條天皇與後一條天皇之年號
  - 寬仁（1017年－1021年）：後一條天皇之年號
  - 治安（1021年－1024年）：後一條天皇之年號